# Афонская икона

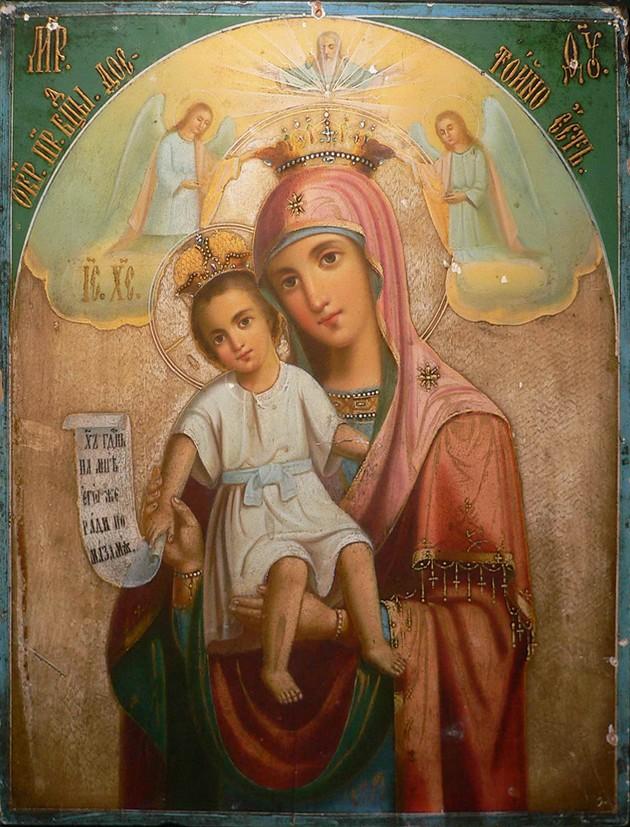
«Достойно есть» (афонская икона, XIX век)

Афонская икона (икона афонских писем, поздняя афонская икона) — тип иконы, сложившийся во 2-й половине XIX—XX веков на Афоне.
Афонская икона вобрала в себя традиции греческой иконописи византийского и поствизантийского периодов, подвергнутых переработке средствами тональной живописи нового времени. В качестве источника объемной живописной трактовки обычно называют гравюры западно-европейских мастеров, также не исключено, что монашествующие на Афоне приобретали в свою среду профессиональных живописцев, оказывавших влияние на деятельность монастырских иконописных мастерских уже начиная с позднего Возрождения.
В России наиболее известны и распространены иконы, писавшиеся в русских Ильинском и Андреевском скитах и русском Пантелеимоновском монастыре, вывозимые оттуда многочисленными паломниками, о чём свидетельствуют часто встречающиеся надписи на оборотной стороне иконных досок.
Эти доски, часто крупного формата, левкасились по паволоке. Иногда паволокой служил среднезернистый холст, покрывавшийся лишь тонким слоем мелового грунта, так что сохранялась фактура полотняного переплетения, что сближает икону с картиной, написанной на холсте. Вместе с тем, афонскую икону нельзя назвать подражательной и эклектичной. За те немногие десятилетия, что были отпущены историей на создание и развитие афонской иконы, она стала самостоятельным религиозным и художественным феноменом, для которого характерны следующие особенности:
- иконография, восходящая к древним образцам;
- крупный и обобщённый монументальный силуэт, четко выделяющийся на золотом фоне;
- условная светотеневая моделировка с мягкими переходами тона, базирующаяся не на натурном наблюдении за освещенностью объекта, а на умозрительном построении формы;
- многослойная масляная живопись, не образующая ни малейшего рельефа на поверхности доски;
- условные и нейтральные трактовки ликов, максимально удаленные от всякого подобия «портретности»;
- рисунок, не стремящийся к анатомической правильности, с укрупненными чертами ликов и силуэтами кистей рук.

Афонская икона представлена сравнительно ограниченным кругом сюжетов. Это, прежде всего, образы Божией Матери, «афонской Игуменьи», — Иверская, Скоропослушница, Троеручица, Вратарница, Достойно есть, Отрада и Утешение и др., а также ростовые и полуфигурные изображения святых (наиболее распространенный образ — Св. великомученика и целителя Пантелеимона). Иконы праздничного цикла встречаются редко, и можно сказать, что афонским иконописцам за время существования афонской иконы не удалось разрешить задачу многофигурной композиции, и иконы этих сюжетов напоминают, скорее, живописные примитивы.